# Győző Forintos

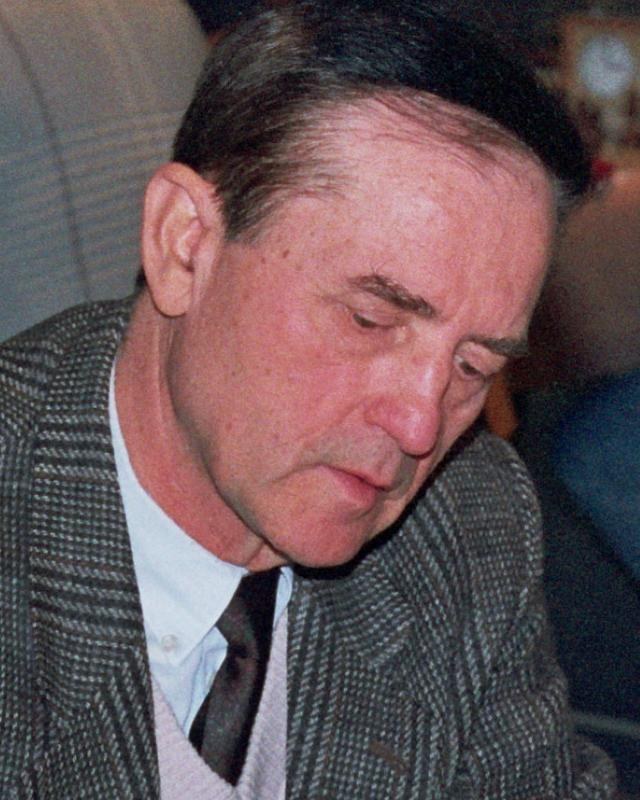
Gyoezoe Forintos, no Campeonato Mundial Sênior de Xadrez de 1996 em Bad Liebenzell, registrado pelo fotógrafo Gerhard Hund

Győző Victor Forintos (30 de julho de 1935 — 6 de dezembro de 2018) foi um jogador de xadrez da Hungria, com diversas participações nas Olimpíadas de xadrez. Forintos participou das edições de 1958,  1964,  1966,  1970,  1972 e  1974 em diversas posições no tabuleiro tendo conquistado as medalhas de ouro individual em 1958 no segundo tabuleiro reserva, além da medalha de bronze por equipes em 1966 e a de prata em 1970 e 1972.